# Isil (cratère martien)
Pour les articles homonymes, voir Isil.
Isil est un cratère d'impact de 82 km situé sur Mars dans le quadrangle d'Iapygia par 27,0° S et 87,8° E, au sud de la région de Tyrrhena Terra.